# Jean Paul Maraví
Jean Paul Maravi (Lima, 27 de abril de 1994) es un futbolista peruano que juega en la posición de mediocampista, aunque en algunos equipos ha ocupado la posición de lateral izquierdo. Es ambidiestro y debutó a los 17 años en la Liga 1 profesional con el Club Sport Huancayo, donde anotó sus primeros goles. Su equipo actual es Deportivo Municipal de la Liga 3 de Perú. Es sobrino del exfutbolista Alfredo Carmona.

## Clubes

Entrenamiento Liga 1 Jean Maraví

Inició su carrera jugando en la liga de menores para el Club de Regatas - Lima, pasando a la reserva de Sport Huancayo donde después de destacar en su grupo debutó en primera división profesional. 
| Club                      | País | Año         |
| ------------------------- | ---- | ----------- |
| San Agustín               | Perú | 2012        |
| Sport Huancayo            | Perú | 2013        |
| Universidad César Vallejo | Perú | 2014        |
| FBC Melgar                | Perú | 2014-2015   |
| San Agustín               | Perú | 2015        |
| Deportivo Municipal       | Perú | 2016        |
| Santa Rosa PNP (cedido)   | Perú | 2016 - 2017 |
| Deportivo Hualgayoc       | Perú | 2018        |
| Comerciantes Unidos       | Perú | 2019        |
| Santos FC                 | Perú | 2020        |